# L'Affaire Protheroe (pièce de théâtre)
Pour les articles homonymes, voir L'Affaire Protheroe (homonymie).
L'Affaire Protheroe (The Murder at the Vicarage) est une pièce de théâtre policière de Moie Charles et Barbara Toy de 1943, adaptée du roman éponyme d'Agatha Christie de 1930.
C'est la première fois qu'une œuvre avec le personnage de Miss Marple est adaptée au théâtre.

## Historique de la pièce
Agatha Christie valide l'adaptation de son roman L'Affaire Protheroe par Moie Charles et Barbara Toy.
La première a lieu le 14 septembre 1949.

## Distribution
Distribution originale de 1949 :
Mise en scèneReginald Tate (en)
Comédiens
- Barbara Mullen : Miss Marple
- Jack Lambert
- Genine Graham
- Michael Newell
- Betty Sinclair
- Michael Darbyshire
- Andea Lea
- Mildred Cottell
- Alvys Mabon
- Reginald Tate (en)